# 162 Laurentia
Laurentia /lɒˈrɛnʃiə/ (định danh hành tinh vi hình: 162 Laurentia) là một tiểu hành tinh lớn và tối ở vành đai chính. Ngày 21 tháng 4 năm 1876, anh em nhà thiên văn học người Pháp Paul Henry và Prosper Henry phát hiện tiểu hành tinh Laurentia khi họ thực hiện quan sát tại Đài thiên văn Paris và đặt tên nó theo tên Joseph J. P. Laurent, một nhà thiên văn học nghiệp dư đã phát hiện ra tiểu hành tinh 51 Nemausa.
Một lần Laurentia che khuất một ngôi sao đã được quan sát thấy từ Clive, Alberta ngày 21 tháng 11 năm 1999.